# 1972-es amerikai elnökválasztás
Az Amerikai Egyesült Államok alkotmányának előírása szerint 1972. november 7-én, kedden az országban elnökválasztást tartottak. A Republikánus Párt jelöltje, Richard Nixon hivatalban lévő elnök legyőzte a Demokrata Párt jelöltjét, George McGovern-t. Az 1984-es választásig ez volt a republikánusok legnagyobb győzelmi aránya az elektori kollégiumban és máig ez a két legnagyobb a republikánus elnökjelöltek által elért eredmény. Ez az első alkalom, hogy Kaliforniának több elektori szavazata volt, mint New Yorknak.
Nixon könnyedén félresöpörte két republikánus kongresszusi képviselő kihívását az 1972-es republikánus előválasztáson, hogy megnyerje az újra jelölést. McGovern mozgósította a vietnámi háború ellenes mozgalmat és más liberális támogatókat, hogy megnyerjék pártja jelölését. Az általa legyőzött jelöltek között ott volt az 1968-as demokrata elnökjelölt, Hubert Humphrey és Shirley Chisholm képviselőnő, az első afroamerikai, aki indult a párt elnökjelöltségéért.
Nixon hangsúlyozta az erős gazdaságot és a külügyekben elért sikereit, míg McGovern a vietnámi háború azonnali befejezését és a garantált minimáljövedelem intézményét követelte. Nixon a közvélemény-kutatásokban végig nagy előnnyel vezetett. Nixon újraválasztási bizottsága titokban betört a Watergate-irodaházba, hogy lehallgassák a Demokrata Nemzeti Bizottság központját, amiből lett később a Watergate néven elhíresült botrány. McGovern kampányát súlyosan sértette az, miszerint alelnökjelöltje, Thomas Eagleton elektrokonvulzív terápián esett át depressziójának kezelése érdekében. Eagletont az alelnökjelöltségen Sargent Shriver váltotta.
Nixon földcsuszamlásszerű győzelmet aratott a választáson, a szavazatok 60,7%-át szerezte meg és az ötvenből csak egy államot, Massachusettset és Kolumbia Kerületet nem vitte magával. Ő az első republikánus, aki délen végig söpört. McGovern a szavazatok mindössze 37,5%-át szerezte meg, míg az Amerikai Független Párt jelöltje, John G. Schmitz pedig 1,4%-át. Nixon majdnem 18 millióval több szavazatot kapott, mint McGovern és ő tartja a második világháború utáni amerikai elnökválasztásokon a rekordot a legnagyobb szavazati arányokban. Az 1972-es választás volt az első a 26. alkotmánymódosítás óta, amely 21 évről 18 évre csökkentette a választási korhatárt. A választást követő két éven belül Nixon elnök és Spiro Agnew alelnök is lemondott tisztségéről: Nixon 1974 augusztusában az előbb említett Watergate-botrány, míg Agnew 1973 októberében egy korrupciós vád miatt. Gerald Ford követte Agnewet alelnökként, majd a következő évben pedig Nixont az elnöki poszton, így ő volt az egyetlen amerikai elnök a történelemben, akit sem alelnöknek, sem elnöknek nem választották meg.
Máig ez az utolsó alkalom, hogy Minnesota republikánusra szavazott az elnökválasztáson és azóta csak egyszer tette ezt Rhode Island és Hawaii, amikor Ronald Reaganre szavaztak 1984-ben. Ez a legutóbbi elnökválasztás is, amelyen az egész Középnyugatot egyetlen jelölt nyerte meg.
Annak ellenére, hogy ez a választás Nixon legnagyobb diadalát hozta, később ezt írta emlékirataiban: „Ez volt az egyik legelkeserítőbb és sok szempontból a legkevésbé kielégítő az összes közül”.

## Jelölések

### Republikánus Párt
| A Republikánus Párt jelöltjei, 1972    |                                          |
| Richard Nixon                          | Spiro Agnew                              |
| elnökjelölt                            | alelnökjelölt                            |
|                                        |                                          |
| Az Egyesült Államok elnöke (1969–1974) | Az Egyesült Államok alelnöke (1969–1973) |

Republikánus jelöltek az elnökjelöltségért:
- Richard Nixon, Az Egyesült Államok elnöke
- Pete McCloskey, Kalifornia képviselője
- John M. Ashbrook, Ohio képviselője

Richard Nixon elnök 1972-ben igen nagy népszerűségnek örvendett, mivel ugyanebben az évben tett külföldi látogatásaival enyhítette a Kínai Népköztársasággal és a Szovjetunióval való kapcsolatokat is. A közvélemény-kutatások azt mutatták, hogy Nixon erős előnnyel vezet a republikánus előválasztáson. Két jelölt hívta ki, a liberális és háborúellenes Pete McCloskey és a konzervatív John Ashbrook, aki ellenezte Nixon a Szovjetunióval és Kínával kapcsán folytatott politikáját. A New Hampshire-i előválasztáson Nixon a szavazatok 67,6%-át, McCloskey 19,8%-át, míg Ashbrook 9,7%-át nyerte el. Nixon a Republikánus Nemzeti Konvenció 1324 küldöttjéből 1323 szavazatát kapta meg, McCloskeyre voksolt egy új-mexikói küldött. Spiro Agnewet is újra jelölték az alelnöki posztra, azonban a párt mérsékelt szárnya inkább Nelson Rockefellert, míg Nixon John Connally texasi kormányzót részesítette előnyben futótársként. Végül arra a következtetésre jutottak, hogy egy ilyen fellépés túl nagy kockázatot jelent Agnew konzervatív támogatóinak elvesztésére.
A republikánus előválasztás eredményei:
- Richard Nixon – 5,378,704 (86.92%)
- John Ashbrook – 311,543 (5.03%)
- Pete McCloskey – 132,731 (2.15%)

A háborúellenes vietnámi veteránok hét tagját a bíróság vád alá helyezte, mert összeesküdtek a republikánus konvenció megzavarására, azonban az esküdtszék felmentette őket.

### Demokrata Párt
| A Demokrata Párt jelöltjei, 1972 |                                                    |
| George McGovern                  | Sargent Shriver                                    |
| elnökjelölt                      | alelnökjelölt                                      |
|                                  |                                                    |
| Dél-Dakota szenátora (1963–1981) | Franciaország volt amerikai nagykövete (1968–1970) |

Demokrata jelöltek az elnökjelöltségért:
- George McGovern, Dél-Dakota szenátora
- Hubert Humphrey, Minnesota szenátora, Az Egyesült Államok volt alelnöke, 1968-as elnökjelölt
- George Wallace, Alabama kormányzója
- Edmund Muskie, Maine szenátora, 1968-as alelnökjelölt
- Eugene McCarthy, Minnesota volt szenátora
- Henry M. Jackson, Washington szenátora
- Shirley Chisholm, New York 12. kongresszusi kerületének képviselője
- Terry Sanford, Észak-Karolina volt kormányzója
- John Lindsay, New York polgármestere
- Wilbur Mills, Arkansas 2. kongresszusi körzetének képviselője
- Vance Hartke, Indiana szenátora
- Fred R. Harris, Oklahoma szenátora
- Sam Yorty, Los Angeles polgármestere
- Patsy Mink, Hawaii 2. kongresszusi körzetének képviselője
- Walter Fauntroy, Washington küldöttje

Kezdetben a legesélyesebb az 1972-es elnökjelöltség elnyerésére az Edward Kennedy szenátusi többségi vezető volt, ám bejelentette, hogy nem akar pályázni az elnökségért. Ezután a demokrata jelöltség favoritja Edmund Muskie szenátor lett, az 1968-as választás alelnökjelöltje. Muskie lendülete azonban a New Hampshire-i előválasztás előtt összeomlott, amikor a New Hampshire Union Leader napilap közzétette a Canuck-levelet. A levél valójában egy hamisítvány, Nixon „piszkos trükkjei” közé tartozik, azt állította, hogy Muskie megalázó megjegyzéseket tett a francia-kanadaiakra, amely megjegyzés valószínűleg sérti Muskie támogatását a francia-amerikai lakosságú Új-Angliában. Ezt követően a lap támadást tett közzé Muskie felesége, Jane személyisége ellen és arról számolt be, hogy sokat ivott és illemtelenül viselkedett a kampány során.
Közel két évvel a választások előtt George McGovern szenátor háborúellenes és progresszív jelöltként jelentette be indulását. McGovern képes volt összefogni a háborúellenes mozgalmat és más támogatottságot, hogy megnyerje a jelölést. 1972. január 25-én Shirley Chisholm képviselő is bejelentette, hogy indul, így ő lett az első afroamerikai nő, aki indult bármely nagy párt elnökjelöltségéért. Hawaii képviselője, Patsy Mink is indult, ezzel ő lett az első ázsiai-amerikai, aki indult a jelöltségéért.
Április 25-én George McGovern nyerte a massachusettsi előválasztást. Két nappal később Robert Novak újságíró egy „demokrata szenátorról” idézett – akiről később kiderült, hogy Thomas Eagleton – kimondja, hogy az emberek nem tudják, hogy amnesztiát, abortuszt és a fű legalizálását írja elő és ha Közép-Amerika – különösen a katolikus Közép-Amerika – ezt megtudja, abba belehalhat. Az idézet azonban McGovernre ragadott és az „amnesztia, az abortusz és a kábítószer” jelöltjeként vált ismertté. Hubert Humphrey, a párt 1968-as elnökjelöltje szembe szállt a jelöltségért a nebraskai előválasztáson McGovern megállítása érdekében.
A szegregációt támogató George Wallace alabamai kormányzó jól teljesített Délen, a floridai előválasztáson például majdnem minden megyét megnyert, de jól szerepelt még Északon is. Wallace erőteljes hadjárata azonban hamarosan véget ért, amikor május 15-én Arthur Bremer bűnöző merényletet követett el ellene. Wallace-t öt golyótalálat érte és deréktól lefelé lebénult. Egy nappal a merényletkísérlet után Wallace megnyerte a michigani és marylandi előválasztást, de a sérülése gyakorlatilag véget vetett kampányának és júliusban kénytelen volt visszalépni.
Végül a jelölést McGovern nyerte el. Az 1968-as megosztó jelölési küzdelem és konvenció után egy bizottságot hozott létre a demokrata jelölési rendszer újjászervezésére. Az új szabályok azonban sok prominens demokratát feldühített és ezek a politikusok nem voltak hajlandóak McGovernt támogatni (néhányan inkább Nixont támogatták), így ez McGovern kampányának jelentős finanszírozási hátrányt jelentett. A McGovern-bizottság néhány alapelve minden későbbi jelölési versenyben kitartott.
Az előválasztás eredményei:
Hubert Humphrey, 4 121 372 (25,77%) · George McGovern: 4 053 451 (25,34%) · George Wallace: 3 755 424 (23,48%) · Edmund Muskie: 1 840 217 (11,51%) · Eugene McCarthy: 553 990 (3,46%) · Henry M. Jackson: 505 198 (3,16%) · Shirley Chisholm: 430 703 (2,69%) · Terry Sanford: 331 415 (2,07%) · John Lindsay: 196 406 (1,23%) · Samuel Yorty: 79 446 (0,50%) · Wilbur Mills: 37 401 (0,23%) · Walter E. Fauntroy: 21 217 (0,13%) · Ted Kennedy: 16 693 (0,10%) · Vance Hartke: 11 798 (0,07%) · Patsy Mink: 8 286 (0,05%) · Egyik sem: 6 269 (0,04%)
| Elnökjelölt      | Elnökjelölt | Alelnökjelölt      | Alelnökjelölt | Alelnökjelölt       | Alelnökjelölt | Alelnökjelölt      | Alelnökjelölt | Alelnökjelölt        | Alelnökjelölt |
| George McGovern  | 1864,95     | Thomas Eagleton    | 1,742         | Cesar Chavez        | 5             | Hoyt P. Taylor     | 2             | Patricia Harris      | 1             |
| Henry M. Jackson | 525         | Frances Farenthold | 405           | Wilbur Mills        | 5             | Leonard Woodcock   | 2             | Jim Hunt             | 1             |
| George Wallace   | 381,7       | Mike Gravel        | 226           | Wendell Anderson    | 4             | Bruno Agnoli       | 2             | Daniel Inouye        | 1             |
| Shirley Chisholm | 151,95      | Endicott Peabody   | 108           | Stanley Arnold      | 4             | Ernest Albright    | 1             | Henry M. Jackson     | 1             |
| Terry Sanford    | 77,5        | Clay Smothers      | 74            | Ron Dellums         | 4             | William A. Barrett | 1             | Robert Kariss        | 1             |
| Hubert Humphrey  | 66,7        | Birch Bayh         | 62            | John J. Houlihan    | 4             | Daniel Berrigan    | 1             | Allard K. Lowenstein | 1             |
| Wilbur Mills     | 33,8        | Peter W. Rodino    | 57            | Roberto Mondragón   | 4             | Philip Berrigan    | 1             | Mao Ce-tung          | 1             |
| Edmund Muskie    | 24,3        | Jimmy Carter       | 30            | Reubin Askew        | 3             | Julian Bond        | 1             | Eleanor McGovern     | 1             |
| Edward Kennedy   | 12,7        | Shirley Chisholm   | 20            | Herman Badillo      | 3             | Skipper Bowles     | 1             | Martha Mitchell      | 1             |
| Sam Yorty        | 10          | Moon Landrieu      | 19            | Eugene McCarthy     | 3             | Archie Bunker      | 1             | Ralph Nader          | 1             |
| Wayne Hays       | 5           | Ned Breathitt      | 18            | Claiborne Pell      | 3             | Phillip Burton     | 1             | George Norcross      | 1             |
| John Lindsay     | 5           | Edward Kennedy     | 15            | Terry Sanford       | 3             | Bill Chappell      | 1             | Jerry Rubin          | 1             |
| Fred R. Harris   | 2           | Fred R. Harris     | 14            | Ramsey Clark        | 2             | Lawton Chiles      | 1             | Fred Seaman          | 1             |
| Eugene McCarthy  | 2           | Richard G. Hatcher | 11            | Richard J. Daley    | 2             | Frank Church       | 1             | Joseph F. Smith      | 1             |
| Walter Mondale   | 2           | Harold Hughes      | 10            | John DeCarlo        | 2             | Robert Drinan      | 1             | Benjamin Spock       | 1             |
| Ramsey Clark     | 1           | Joseph Montoya     | 9             | Ernest Gruening     | 2             | Nick Galifianakis  | 1             | Patrick Tavolacci    | 1             |
| Walter Fauntroy  | 1           | William L. Guy     | 8             | Roger Mudd          | 2             | John Z. Goodrich   | 1             | George Wallace       | 1             |
| Vance Hartke     | 1           | Adlai Stevenson    | 8             | Edmund Muskie       | 2             | Michael Griffin    | 1             |                      |               |
| Harold Hughes    | 1           | Robert Bergland    | 5             | Claude Pepper       | 2             | Martha Griffiths   | 1             |                      |               |
| Patsy Mink       | 1           | Hodding Carter     | 5             | Abraham A. Ribicoff | 2             | Charles Hamilton   | 1             |                      |               |
| ---------------- | ----------- | ------------------ | ------------- | ------------------- | ------------- | ------------------ | ------------- | -------------------- | ------------- |

A legtöbb közvélemény-kutatás szerint McGovern jóval Richard Nixon elnök mögött futott, kivéve, amikor McGovernt Edward Kennedy szenátorral párosították. McGovern és kampánya erősen próbálta meggyőzni Kennedyt, hogy legyen McGovern futótársa, de ő folyamatosan elutasította, maga helyett inkább Wilbur Mills képviselőt vagy Kevin White bostoni polgármestert javasolta. Ezután ajánlatot tettek a posztra Hubert Humphrey-nak, Abraham Ribicoff és Walter Mondale szenátoroknak is, akik mind visszautasították. Végül az alelnökijelölést Thomas Eagleton missouri szenátornak ajánlották fel, aki elfogadta az ajánlatot.
Mivel több száz küldött elégedetlen volt McGovernnel, az Eagleton jelölésének megerősítéséről szóló szavazás kaotikus volt, a szavazatok szétszóródtak 70 jelölt között. Az Eagleton kiszorítására tett kísérlet Frances Farenthold texasi képviselő javára jelentős vonzóerőre tett szert, de végül nem tudta megváltoztatni a szavazás eredményét.
Az alelnöki szavazás olyan sokáig tartott, hogy McGovern és Eagleton kénytelenek voltak helyi idő szerint hajnali 2 óra körül elkezdeni az elfogadó beszédeket.
Miután a konvenció véget ért, kiderült, hogy Eagleton pszichiátriai elektrosokk-terápián esett át depressziójának kezelése érdekében és ezt eltitkolta McGovern elől. A Time magazin akkori felmérése szerint a válaszadók 77%-a azt mondta, hogy „Eagleton orvosi nyilvántartása nem befolyásolna a szavazatukat”. Ennek ellenére a sajtó gyakran hivatkozott sokkterápiájára és McGovern attól tartott, hogy ez rontja győzelmi esélyeit. McGovern ezt követően bizalmasan konzultált kiváló pszichiáterekkel, köztük Eagleton saját orvosaival, akik azt mondták neki, hogy Eagleton depressziójának megismétlődése lehetséges és veszélyeztetheti az országot, ha alelnök lenne. McGovern eredetileg azt állította, hogy „1000 százalékig” támogatja Eagletont, csakhogy három nappal később megkérte, hogy vonuljon vissza. Ez a vélt meggyőződés, hogy ki fog tartani futótársa mellett, katasztrofális volt a McGovern-kampány szempontjából.
McGovern később hat különböző prominens demokratához fordult, hogy induljanak az alelnöki posztért: Edward Kennedy, Edmund Muskie, Hubert Humphrey, Abraham Ribicoff, Larry O'Brien és Reubin Askew. Mind a hatan elutasították. Sargent Shriver, John, Robert és Edward Kennedy sógora, volt franciaországi nagykövet és a Békehadtest korábbi igazgatója később elfogadta. Hivatalosan a Demokrata Nemzeti Bizottság rendkívüli ülésén jelölték. Ekkorra McGovern támogatottsága a közvélemény-kutatás szerint 41-ről 24%-ra zuhant.

### Harmadik pártjelölt
Az egyetlen jelentős harmadik pártjelölt az 1972-es választáson John G. Schmitz konzervatív republikánus képviselő volt, aki az Amerikai Független Párt jelöltjeként indult, annak a pártnak, amelynek jelöltjeként indult George Wallace az 1968-as elnökválasztáson. 32 államnak volta szavazólapján és 1 099 482 szavazatot kapott. Wallace-al ellentétben azonban egyetlen államban sem szerezte meg a leadott szavazatok többségét és nem kapott elektori szavazatokat. Schmitz az idahoi Jefferson megyében teljesített a legjobban.
John Hospers és Tonie Nathan az újonnan alakult Libertárius Párt csak Coloradoban és Washingtonban szerepelt a szavazólapon és ugyan nem vittek magukkal egy államot sem, azonban egy virginiai republikánus küldött Hospersre szavazott az elektori kollégiumban. Hospers futótársa, Tonie Nathan lett az első zsidó és az első nő az USA történetében, aki megkapta az elektori kollégium szavazatát.

## A választás

### Kampány

Nixon kampányol, 1972

McGovern egy olyan platformon futott, miszerint azonnal véget kell vetni a vietnámi háborúnak és garantált minimális jövedelmet kell biztosítani a szegényeknek. Kampányának ártott az előválasztás során az a felfogás (amely sok erős demokratát is elidegenített), hogy külpolitikája túl szélsőséges és Eagleton összeomlása. Mivel McGovern kampányát ezek a tényezők gyengítették, a republikánusok sikeresen ábrázolták őt radikális baloldali szélsőségesként, aki alkalmatlan az elnöki posztra. Nixon az egész kampány során nagy fölénnyel vezetett a közvélemény-kutatásokban. A nagy gyűlésekre és a beszédekre összpontosított, így a kiskereskedelmi kampányt Agnew alelnök vezette.

### Eredmények

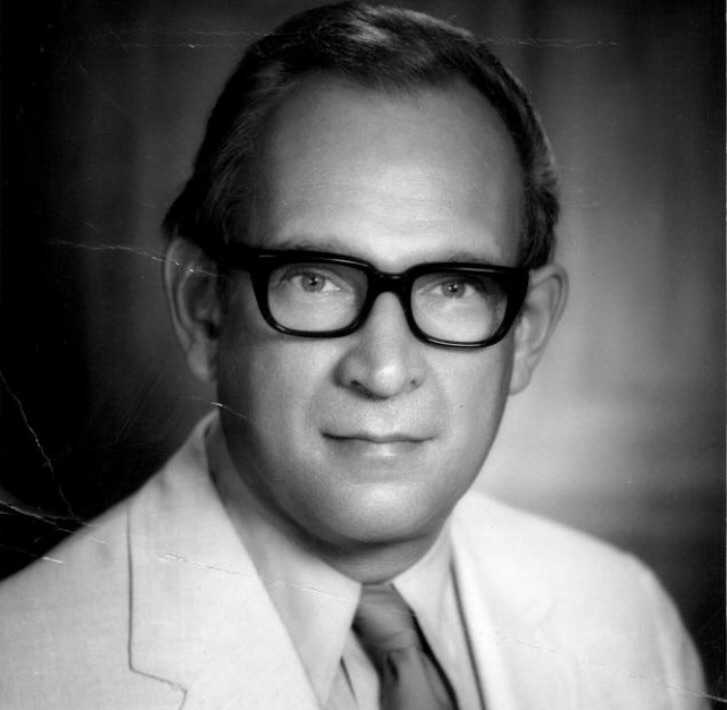
John Hospers, aki egy elektori szavazatot kapott egy hitetlen virginiai republikánustól

Nixon 49 államot vitt magával, beleértve McGovern hazáját, Dél-Dakotát is. Csak egyetlen állam, Massachusetts és Kolumbia Kerület szavazatát nem kapta meg. McGovern a szavazatok csak 37,5%-át szerezte, ami a legalacsonyabb arány, amelyet a Demokrata Párt jelöltje kapott John W. Davis óta, aki az 1924-es választáson 28,8%-kal végzett. 1972 óta az egyetlen nagy pártjelölt, aki a szavazatok kevesebb mint 40%-át szerezte meg, az a republikánus George H. W. Bush elnök volt, aki a szavazatok 37,4%-át szerezte meg 1992-ben.
Még csökkentette McGovern győzelmi esélyeit az, miszerint az új huszonhatodik alkotmánymódosítás értelmében a szavazási korhatárt 21-ről 18-ra csökkentették és a fiatalság nagy része Nixonra szavazott. Ez az első választás az amerikai történelemben, ahol egy republikánus jelölt minden déli államot vitt, folytatva a régió demokratáról republikánussá való átalakítását. A déli Arkansast egy évszázad óta vitte először magával egy republikánus elnökjelölt. Massachusetts lett az egyetlen állam, amelyet Nixon nem vállalt a három elnökválasztás egyikén sem, amelyeken indult.
Az az első olyan elnökválasztás 1808 óta, amelyen nem New York rendelkezett a legtöbb elektori szavazattal, a vezetést Kalifornia vette át 45 elektorral, míg New Yorknak csak 41 volt. Emellett 2020-ig ez az utolsó, amelyen Minnesotát a republikánus jelölt vitte magával.
McGovern 130 megye szavazatát nyerte meg, ami a leggyengébb eredmény bármely nagy párt elnökjelöltjei közül. 19 államban McGovern egyetlen megyét sem tudott magával vinni, a többi államban is igen kevés megyével rendelkezett. A választással Nixon második ciklusba iktatták be és ezzel ő lett a második korábbi alelnök, akit második elnöki ciklusra is megválasztották, Thomas Jefferson volt az első, akit 1804-ben választották második terminusra.
Nixonnak sikerült megnyernie az afroamerikai szavazatok 18%-át (Gerald Ford 1976-ban 16%-ot kapott). Ő az egyetlen republikánus, aki lecsapott a dél-texasi demokrata központokra: ez az utolsó választás, amikor a republikánusok megnyerték Hidalgo és Dimmit megyéket, az egyetlen alkalom 1900 és 2020 között, amikor megnyerték La Salle megyét és 1904 óta az első, amikor Presidio megye rájuk szavazott.
Nixon a demokraták szavazatainak 36%-át szerezte meg. Ez több mint a kétszerese azoknak a szavazóknak, akik jellemzően pártjukból disszidálnak az elnökválasztáson. Nixon lett az első republikánus elnökjelölt az amerikai történelemben, aki megnyerte a római katolikus (53-46%) és a kékgalléros szavazást. McGovern szűken nyerte meg a szakszervezeti (50-48%) és az ifjúsági, azaz a 18 és 24 év közöttiek szavazatát (52-46%). A McGovern-kampány jelentősen túlbecsülte a választáson szavazó fiatalok számát is, azt jósolták, hogy összesen 18 millión szavaznak majd, de a tényleges szám körülbelül 12 millió volt. McGovern nagy előnnyel nyerte mind az afroamerikai és a zsidó szavazást, de a demokrata jelölt számára a szokásnál valamivel kisebb különbséggel.
| Elnökjelölt                   | Párt                          | Állam                         | Szavazatok                    | Szavazatok                    | Elektor szavazat | Futótárs                  | Futótárs         |
| Elnökjelölt                   | Párt                          | Állam                         | Szavazat szám                 | Százalék                      | Elektor szavazat | Alelnökjelölt             | Állam            |
| ----------------------------- | ----------------------------- | ----------------------------- | ----------------------------- | ----------------------------- | ---------------- | ------------------------- | ---------------- |
| Richard Milhous Nixon         | Republikánus Párt             | Kalifornia                    | 47 168 710                    | 60,67%                        | 520              | Spiro Theodore Agnew      | Maryland         |
| George Stanley McGovern       | Demokrata Párt                | Dél-Dakota                    | 29 173 222                    | 37,52%                        | 17               | Robert Sargent Shriver    | Maryland         |
| John George Schmitz           | Amerikai Független Párt       | Kalifornia                    | 1 100 868                     | 1,42%                         | 0                | Thomas Jefferson Anderson | Tennessee        |
| Linda Jenness                 | Szocialista Munkások Pártja   | Georgia                       | 83 380                        | 0,11%                         | 0                | Cleve Andrew Pulley       | Illinois         |
| Benjamin McLane Spock         | Néppárt                       | Kalifornia                    | 78 759                        | 0,10%                         | 0                | Julius Wilson Hobson      | Kolumbia Kerület |
| Louis Fisher                  | Szocialista Munkáspárt        | Illinois                      | 53 814                        | 0,07%                         | 0                | Genevieve Gunderson       | Minnesota        |
| Gus Hall                      | Kommunista Párt               | New York                      | 25 598                        | 0,03%                         | 0                | Jarvis Tyner              | Pennsylvania     |
| Evelyn Reed                   | Szocialista Munkások Pártja   | New York                      | 13 878                        | 0,02%                         | 0                | Clifton DeBerry           | Illinois         |
| Earle Harold Munn             | Tilalom Párt                  | Michigan                      | 13 497                        | 0,02%                         | 0                | Marshall Uncapher         | Kansas           |
| John Hospers                  | Libertárius Párt              | Kalifornia                    | 3 674                         | 0,00%                         | 1                | Theodora Nathalia Nathan  | Oregon           |
| John Mahalchik                | Első Amerika                  | New Jersey                    | 1 743                         | 0,00%                         | 0                | Irving Homer              | Pennsylvania     |
| Egyéb                         | Egyéb                         | Egyéb                         | 26 859                        | 0,04%                         | 0                |                           |                  |
| Teljes                        | Teljes                        | Teljes                        | 77 744 030                    | 100%                          | 538              |                           |                  |
| Ennyi szükséges a győzelemhez | Ennyi szükséges a győzelemhez | Ennyi szükséges a győzelemhez | Ennyi szükséges a győzelemhez | Ennyi szükséges a győzelemhez | 270              |                           |                  |

### Eredmények államonként
| Nixon/Agnew      |
| McGovern/Shriver |

|                   |           | Zászló | Richard Nixon Republikánus | Richard Nixon Republikánus | Richard Nixon Republikánus | George McGovern Demokrata | George McGovern Demokrata | George McGovern Demokrata | John Hospers Libertárius | John Hospers Libertárius | John Hospers Libertárius | Teljes    |
| Állam             | elektorok | Zászló | #                          | %                          | elektorok                  | #                         | %                         | elektorok                 | #                        | %                        | elektorok                | #         |
| ----------------- | --------- | ------ | -------------------------- | -------------------------- | -------------------------- | ------------------------- | ------------------------- | ------------------------- | ------------------------ | ------------------------ | ------------------------ | --------- |
| Alabama           | 9         |        | 728 701                    | 72,43                      | 9                          | 256 923                   | 25,54                     |                           |                          |                          |                          | 1 006 093 |
| Alaszka           | 3         |        | 55 349                     | 58,13                      | 3                          | 32 967                    | 34,62                     |                           |                          |                          |                          | 95 219    |
| Arizona           | 6         |        | 402 812                    | 61,64                      | 6                          | 198 540                   | 30,38                     |                           |                          |                          |                          | 653 505   |
| Arkansas          | 6         |        | 445 751                    | 68,82                      | 6                          | 198 899                   | 30,71                     |                           |                          |                          |                          | 647 666   |
| Colorado          | 7         |        | 597 189                    | 62,61                      | 7                          | 329 980                   | 34,59                     |                           | 1 111                    | 0,12                     |                          | 953 884   |
| Connecticut       | 8         |        | 810 763                    | 58,57                      | 8                          | 555 498                   | 40,13                     |                           |                          |                          |                          | 1 384 277 |
| Delaware          | 3         |        | 140 357                    | 59,60                      | 3                          | 92 283                    | 39,18                     |                           |                          |                          |                          | 235 516   |
| Dél-Dakota        | 4         |        | 166 476                    | 54,15                      | 4                          | 139 945                   | 45,52                     |                           |                          |                          |                          | 307 415   |
| Dél-Karolina      | 8         |        | 478 427                    | 70,58                      | 8                          | 189 270                   | 27,92                     |                           |                          |                          |                          | 677 880   |
| Észak-Dakota      | 3         |        | 174 109                    | 62,07                      | 3                          | 100 384                   | 35,79                     |                           |                          |                          |                          | 280 514   |
| Észak-Karolina    | 13        |        | 1 054 889                  | 69,46                      | 13                         | 438 705                   | 28,89                     |                           |                          |                          |                          | 1 518 612 |
| Florida           | 17        |        | 1 857 759                  | 71,91                      | 17                         | 718 117                   | 27,80                     |                           |                          |                          |                          | 2 583 283 |
| Georgia           | 12        |        | 881 496                    | 75,04                      | 12                         | 289 529                   | 24,65                     |                           |                          |                          |                          | 1 174 772 |
| Hawaii            | 4         |        | 168 865                    | 62,48                      | 4                          | 101 409                   | 37,52                     |                           |                          |                          |                          | 270 274   |
| Idaho             | 4         |        | 199 384                    | 64,24                      | 4                          | 80 826                    | 26,04                     |                           |                          |                          |                          | 310 379   |
| Illinois          | 26        |        | 2 788 179                  | 59,03                      | 26                         | 1 913 472                 | 40,51                     |                           |                          |                          |                          | 4 723 236 |
| Indiana           | 13        |        | 1 405 154                  | 66,11                      | 13                         | 708 568                   | 33,34                     |                           |                          |                          |                          | 2 125 529 |
| Iowa              | 8         |        | 706 207                    | 57,61                      | 8                          | 496 206                   | 40,48                     |                           |                          |                          |                          | 1 225 944 |
| Kalifornia        | 45        |        | 4 602 096                  | 55,00                      | 45                         | 3 475 847                 | 41,54                     |                           | 980                      | 0,01                     |                          | 8 367 862 |
| Kansas            | 7         |        | 619 812                    | 67,66                      | 7                          | 270 287                   | 29,50                     |                           |                          |                          |                          | 916 095   |
| Kentucky          | 9         |        | 676 446                    | 63,37                      | 9                          | 371 159                   | 34,77                     |                           |                          |                          |                          | 1 067 499 |
| Kolumbia Kerület  | 3         |        | 35 226                     | 21,56                      |                            | 127 627                   | 78,10                     | 3                         |                          |                          |                          | 163 421   |
| Louisiana         | 10        |        | 686 852                    | 65,32                      | 10                         | 298 142                   | 28,35                     |                           |                          |                          |                          | 1 051 491 |
| Maine             | 2         |        | 256 458                    | 61,46                      | 2                          | 160 584                   | 38,48                     |                           | 1                        | 0,00                     |                          | 417 271   |
| Maine 1-es körzet | 1         |        | 135 388                    | 61,42                      | 1                          | 85 028                    | 38,58                     |                           |                          |                          |                          | 220 416   |
| Maine 2-es körzet | 1         |        | 121 120                    | 61,58                      | 1                          | 75 556                    | 38,42                     |                           |                          |                          |                          | 196 676   |
| Maryland          | 10        |        | 829 305                    | 61,26                      | 10                         | 505 781                   | 37,36                     |                           |                          |                          |                          | 1 353 812 |
| Massachusetts     | 14        |        | 1 112 078                  | 45,23                      |                            | 1 332 540                 | 54,20                     | 14                        | 43                       | 0,00                     |                          | 2 458 756 |
| Michigan          | 21        |        | 1 961 721                  | 56,20                      | 21                         | 1 459 435                 | 41,81                     |                           |                          |                          |                          | 3 490 325 |
| Minnesota         | 10        |        | 898 269                    | 51,58                      | 10                         | 802 346                   | 46,07                     |                           |                          |                          |                          | 1 741 652 |
| Mississippi       | 7         |        | 505 125                    | 78,20                      | 7                          | 126 782                   | 19,63                     |                           |                          |                          |                          | 645 963   |
| Missouri          | 12        |        | 1 154 058                  | 62,29                      | 12                         | 698 531                   | 37,71                     |                           |                          |                          |                          | 1 852 589 |
| Montana           | 4         |        | 183 976                    | 57,93                      | 4                          | 120 197                   | 37,85                     |                           |                          |                          |                          | 317 603   |
| Nebraska          | 5         |        | 406 298                    | 70,50                      | 5                          | 169 991                   | 29,50                     |                           |                          |                          |                          | 576 289   |
| Nevada            | 3         |        | 115 750                    | 63,68                      | 3                          | 66 016                    | 36,32                     |                           |                          |                          |                          | 181 766   |
| New Hampshire     | 4         |        | 213 724                    | 63,98                      | 4                          | 116 435                   | 34,86                     |                           |                          |                          |                          | 334 055   |
| New Jersey        | 17        |        | 1 845 502                  | 61,57                      | 17                         | 1 102 211                 | 36,77                     |                           |                          |                          |                          | 2 997 229 |
| New York          | 41        |        | 4 192 778                  | 58,54                      | 41                         | 2 951 084                 | 41,21                     |                           |                          |                          |                          | 7 161 830 |
| Nyugat-Virginia   | 6         |        | 484 964                    | 63,61                      | 6                          | 277 435                   | 36,39                     |                           |                          |                          |                          | 762 399   |
| Ohio              | 25        |        | 2 441 827                  | 59,63                      | 25                         | 1 558 889                 | 38,07                     |                           |                          |                          |                          | 4 094 787 |
| Oklahoma          | 8         |        | 759 025                    | 73,70                      | 8                          | 247 147                   | 24,00                     |                           |                          |                          |                          | 1 029 900 |
| Oregon            | 6         |        | 486 686                    | 52,45                      | 6                          | 392 760                   | 42,33                     |                           |                          |                          |                          | 927 946   |
| Pennsylvania      | 27        |        | 2 714 521                  | 59,11                      | 27                         | 1 796 951                 | 39,13                     |                           |                          |                          |                          | 4 592 105 |
| Rhode Island      | 4         |        | 220 383                    | 53,00                      | 4                          | 194 645                   | 46,81                     |                           | 2                        | 0,00                     |                          | 415 808   |
| Tennessee         | 10        |        | 813 147                    | 67,70                      | 10                         | 357 293                   | 29,75                     |                           |                          |                          |                          | 1 201 182 |
| Texas             | 26        |        | 2 298 896                  | 66,20                      | 26                         | 1 154 291                 | 33,24                     |                           |                          |                          |                          | 3 472 714 |
| Utah              | 4         |        | 323 643                    | 67,64                      | 4                          | 126 284                   | 26,39                     |                           |                          |                          |                          | 478 476   |
| Új-Mexikó         | 4         |        | 235 606                    | 61,05                      | 4                          | 141 084                   | 36,56                     |                           |                          |                          |                          | 385 931   |
| Vermont           | 3         |        | 117 149                    | 62,66                      | 3                          | 68 174                    | 36,47                     |                           |                          |                          |                          | 186 947   |
| Virginia          | 12        |        | 988 493                    | 67,84                      | 11                         | 438 887                   | 30,12                     |                           |                          |                          | 1                        | 1 457 019 |
| Washington        | 9         |        | 837 135                    | 56,92                      | 9                          | 568 334                   | 38,64                     |                           | 1 537                    | 0,10                     |                          | 1 470 847 |
| Wisconsin         | 11        |        | 989 430                    | 53,40                      | 11                         | 810 174                   | 43,72                     |                           |                          |                          |                          | 1 852 890 |
| Wyoming           | 3         |        | 100 464                    | 69,01                      | 3                          | 44 358                    | 30,47                     |                           |                          |                          |                          | 145 570   |

### Szoros eredmények
A különbség 5% és 10% között volt:
1. Minnesota, 5,51% (95 923 szavazat)
2. Rhode Island, 6,19% (25 738 szavazat)
3. Dél-Dakota, 8,63% (26 531 szavazat)
4. Massachusetts, 8,97% (220 462 szavazat)
5. Wisconsin, 9,67% (179 256 szavazat)

#### Statisztika
A republikánusok legmagasabb szavazati arányú megyéi:
1. Dade megye (Georgia) 93,45%
2. Glascock megye (Georgia) 93,38%
3. George megye (Mississippi) 92,90%
4. Holmes megye (Florida) 92,51%
5. Smith megye (Mississippi) 92,35%

A demokraták legmagasabb szavazati arányú megyéi:
1. Duval megye (Texas) 85,68%
2. Kolumbia Kerület 78,10%
3. Shannon megye (Dél-Dakota) 77,34%
4. Greene megye (Alabama) 68,32%
5. Charles City megye (Virginia) 67,84%

## Választás utáni vizsgálatok a Watergate-betörés ügyében
1972. június 17-én, öt hónappal a választások előtt, öt férfi betört a Demokrata Nemzeti Bizottság székházába, a washingtoni Watergate-hotelbe. Az ebből eredő vizsgálatok a Nixon-kormányon belüli betörési kísérletek leleplezéséhez vezetett. Az ebből eredő Watergate-botrány meggyengítette az elnök támogatottságát és 1974. augusztus 9-én lemondott, a Képviselőház felelősségre vonásának és a Szenátus által a hivatalból való eltávolításának lehetősége miatt.

## Külső linkek
- The Election Wall's 1972 Election Video Page
- 1972 popular vote by counties
- 1972 popular vote by states
- 1972 popular vote by states (with bar graphs)
- How close was the 1972 election? a Wayback Machine-ben (archiválva 2012. augusztus 25-i dátummal)— Michael Sheppard, Massachusetts Institute of Technology
- Campaign commercials from the 1972 election
- C-SPAN segment on 1972 campaign commercials
- C-SPAN segment on the "Eagleton Affair"
- Election of 1972 in Counting the Votes